# Вольдемарас Вітаутас Карнекіс
Вольдемарас Вітаутас Карнекіс (9 січня 1893, Паджіес — 4 листопада 1942, Свердловськ) — литовський політичний діяч і дипломат, міністр закордонних справ Литовської Республіки (1924—1925).

## Життєпис
Народився 9 січня 1893 року в Паджіесі поблизу Маріамполе. У 1911—1916 роках навчався в Електротехнічному інституті Олександра II у Петербурзі. Під час навчання він долучився до католицького атеїтинського руху. Після здобуття незалежності Литви в 1918 році він увійшов до складу Тариби. Разом з Олександром Стульгінським він був причетний до організації повернення литовських біженців з території РРФСР. З грудня 1918 по березень 1919 рр. він був главою Міністерства фінансів, а з квітня 1919 по травень 1920 рр. керував Міністерством транспорту.
У квітні 1920 р. приєднався до законодавчого сейму як представник Литовської християнсько-демократичної партії. У цей період року він брав участь у мирних переговорах між Литовською Республікою та Республікою Польща у Сувалках та в Конференції Ліги Націй у Женеві. З 1921 по 1923 рр. він був представником уряду Малої Литви у Литві. Він зайняв посаду посла у Вашингтоні та Лондоні (1923—1924). У християнсько-демократичному уряді був міністром закордонних справ (1924—1925).
З 1925 по 1939 рр. очолював литовську місію в Римі. Після повернення до Литви він перейняв повноваження юридичного та адміністративного управління Міністерства закордонних справ. У 1940—1941 роках працював у Наркоматі харчової промисловості, але 14 травня 1941 р. був заарештований НКВС, відправлений до трудового табору і розстріляний там восени 1942 року.